# Acratosaura
Acratosaura — рід ящірок родини гімнофтальмових (Gymnophthalmidae). Представники цього роду є ендеміками Бразилії.

## Види
Рід Acratosaura нараховує 2 види:
- Acratosaura mentalis (Amaral, 1933)
- Acratosaura spinosa Rodrigues, Cassimiro, De Freitas, & Santos Silva, 2009

## Етимологія
Наукова назва роду Acratosaura походить від сполучення слів дав.-гр. ακρατος — чистий, не змішаний і σαυρος — ящірка.